# He Jiong
He Jiong (chino= 何炅, Pinyin= Hé Jiǒng), es un presentador de televisión, así como un actor y cantante chino.

## Biografía
Tiene un hermano llamado, He Hao. Habla con fluidez árabe.
Estudió en la Universidad de Lenguas Extranjeras de Pekín (en inglés: "Beijing Foreign Studies University") de donde se graduó en 1997. Después de graduarse trabajo como profesor de árabe.
Es muy buen amigo de los presentadores Xie Na, Li Weijia, Du Haitao y Wu Xin.

## Carrera
Es un presentador de televisión extremadamente conocido y popular en China. Cuenta con más de 100 millones de seguidores en Weibo.
En 1998 se unió como anfitrión del popular programa de variedades chino Happy Camp, donde a formado parte por más de 20 años. 
Entre el 2004 y el 2010 ha lanzado cinco álbumes musicales.
En 2015 realizó una aparición en la película Bride Wars (新娘大作戰) donde dio vida a Alexander, el organizador de bodas.
El 4 de septiembre del 2018 se unió como presentador del programa chino Lipstick Prince junto a Mike Angelo, Qin Fen, Dai Jingyao y Fei Qiming. Más tarde en el 2019 durante la segunda temporada a ellos se les unieron Peng Yuchang y Bi Wenjun.

## Filmografía

### Programas de variedades / presentador
| Año                               | Programa | Notas |
| --------------------------------- | --- | --- |
| 2020-presente                     | Friends, Please Listen Well | miembro |
| 1998-presente 2007, 2014          | Happy Camp | miembro y co-presentador 2 episodios - invitado |
| 2019-presente 2018                | Lipstick Prince 2 Lipstick Prince | miembro y co-presentador 10 episodios - miembro y co-presentador |
| 2019-presente 2018 2017 2016      | Who's the Murderer Season 5 (明星大侦探) Who's the Murderer Season 4 (明星大侦探) Who's the Murderer Season 3 (明星大侦探) Who's the Murderer Season 2 (明星大侦探) Who's the Murderer Season 1 (明星大侦探) | 13 episodios - miembro y co-presentador 13 episodios - miembro y co-presentador 11 episodios - miembro y co-presentador 12 episodios - miembro y co-presentador 12 episodios - miembro y co-presentador |
| 2019-presente 2018 2017 2016 2015 | Go Fridge Season 5 (拜托了冰箱5) Go Fridge Season 4 (拜托了冰箱4) Go Fridge Season 3 (拜托了冰箱3) Go Fridge Season 2 (拜托了冰箱2) Go Fridge (拜托了冰箱1)                                                  | co-presentador - junto a Jackson Wang (también conocida como "Please Take Care Of My Refrigerator China")                                                                                               |
| 2019-presente 2018 2017           | Back to Field 3 Back to Field 2 Back to Field | 13 episodios - miembro y co-presentador 14 episodios - miembro y co-presentador 14 episodios - miembro y co-presentador                                                                                 |
| 2019                              | The Miracle Chinese Language (神奇的漢字) | 48 episodios - co-presentador - junto a Du Haitao |
| 2019                              | Dance Smash (舞蹈风暴) | 12 episodios - co-presentador |
| 2019                              | Idol Producer | (ep. #12) - presentador invitado |
| 2019 2018 2017 2016 2014 2013     | Singer 2019 Singer 2018 Singer 2017 I Am a Singer Season 4 I Am a Singer Season 2 (我是歌手2) I Am a Singer (我是歌手)                                                                                       | (ronda final 1-2) - presentador (ronda final 1-2) - presentador (finales) - presentador (ronda final 1-2) - presentador (ronda final 1-2) - presentador (ronda final 1-2) - presentador                 |
| 2018                              | I Actor (演员的品格) | 11 episodios - co-presentador |
| 2018                              | Who's the Keyman? | 12 episodios - miembro |
| 2018                              | The Coming One 2 (明日之子2) | 12 episodios - co-presentador |
| 2018                              | PhantaCity (幻乐之城) | 12 episodios - co-presentador - junto a Faye Wong |
| 2017                              | National Treasure (国家宝藏) | (ep. #6) - invitado |
| 2017                              | Hyper Dimensional Idol (超次元偶像) | 10 episodios - presentador |
| 2017                              | Beat The Champions: Season 2 (来吧冠军2) | 12 episodios - co-presentador - junto a Jia Nailiang y Victoria Song |
| 2017                              | U Can U BIBI: Season 4 (奇葩说第四季) | 24 episodios - presentador |
| 2017                              | Who Can Who Up: Season 1 (奇葩大会第一季) | 9 episodios - co-presentador - junto a Fan Tiantian |
| 2016 2015                         | Are You Normal: Season 3 (你正常吗第三季) Are You Normal: Season 2 (你正常吗第二季) | 10 episodios - co-presentador - junto a Henry Lau 10 episodios - co-presentador - junto a Ella Chen |
| 2016                              | Fresh Sunday (透鲜滴星期天) | 12 episodios - co-presentador - junto a Jackson Wang |
| 2015                              | Fight For Her (为她而战) | co-presentador - junto a Li Hao |
| 2015                              | Even the God of Songs (偶滴歌神啊) | (ep. #12) - invitado |
| 2015                              | Up Idol Season 1 (偶像来了1) | co-presentador - junto a Wang Han |
| 2015                              | Day Day Up | invitado' |
| 2013                              | The X Factor: Zhongguo Zui Qiang Yin (中国最强音) | co-presentador - junto a Zhu Dan (朱丹) |
| 2012                              | Your Face Sounds Familiar (百变大咖秀) | co-presentador - junto a Xie Na |
| 2009                              | Take Me Out (我们约会吧) | co-presentador - junto a Yang Lele |
| 2008                              | Happy 2008 (快乐2008) | |
| 2007                              | Happy Boys | |
| 2007                              | Advance Bravely | |
| 2006                              | Super Happiness | |
| 2004                              | Story | |
| 2004                              | Stars Institution' | |
| 2004                              | Entertainment Program | |
| 2003                              | Shock Everyday | |
| 2003                              | Defecting SARS | |
| 2003                              | Fairground | |
| 2003                              | Baby Kitchen | |
| 2002                              | International Tourism Festival | |
| 2002                              | Food Alchemis | |
| 2002                              | New Power | |
| 2001-2002                         | Top Music | |
| 2001                              | Leader in FM 87.6 | (radio) |
| 2001                              | Music For Dinner in FM 87.6 | (radio) |
| 2001                              | Intimacy | |
| 2000                              | Americas Funniest Home Videos | |
| 2000                              | Meet at 876 in FM 87.6 | (radio) |
| 2000                              | Emotion Proof of Love | |
| 1999                              | Happy New Front | |
| 1999                              | We Will Never Forget | |
| 1999                              | Music For Dinner in FM 97.4 | (radio) |
| 1997                              | Vague for Now | |
| 1995                              | Smart House | |

### Eventos
| Año       | Título                                                                 | Notas               |
| --------- | ---------------------------------------------------------------------- | ------------------- |
| 2019      | Singer 2019 Finals Biennial Concert                                    | presentador         |
| 2018      | Singer 2018 Finals Biennial Concert                                    | presentador         |
| 2016      | I Am a Singer 4 2016 Finals Biennial Concert                           | presentador         |
| 2013      | Mayday - Mayday Nowhere World Tour Live (五月天諾亞方舟世界巡迴演唱會) | presentador - (VCR) |
| 2006      | 6th Golden Eagle Art Festival Distribution Ceremony                    | presentador         |
| 2006      | 6th Pepsi Music Awards Distribution Ceremony                           | presentador         |
| 2005      | Hunan Channel New Year's Gala                                          | presentador         |
| 2005      | 5th Pepsi Music Awards Distribution Ceremony                           | presentador         |
| 2005      | Premiere of "Riding Alone for Thousands of Miles"                      | presentador         |
| 2005      | Music Tonight in Music Radio of China National Radio                   | presentador         |
| 2004      | China TV Golden Eagle Award Television Art Festival                    | presentador         |
| 2004      | China TV Golden Eagle Award Television New Talent Championship         | presentador         |
| 2004      | 4th Pepsi Music Award Distribution Ceremony                            | presentador         |
| 2004      | The International Women's Day in CCTV                                  | presentador         |
| 2001-2004 | Hunan Channel New Year's Gala                                          | presentador         |
| 2002-2003 | China TV Golden Eagle Award Television New Talent Acting Championship  | presentador         |
| 2001-2003 | Award Distribution Ceremony of Music Awards of China                   | presentador         |
| 2003      | 1st. International Peace Cultural Festival                             | presentador         |
| 2002      | Asian Music Center                                                     | presentador         |
| 2001      | Award Distribution Ceremony of The 2nd China TV Golden Eagle Award     | presentador         |
| 2000      | Hunan Channel New Year's Gala                                          | presentador         |
| 2000      | Sino-South Korean Concert                                              | presentador         |
| 2000      | Music Awards of China                                                  | presentador         |
| 2000      | The Beijing Student Film Festival                                      | presentador         |
| 2000      | The 1st China TV Golden Eagle Award                                    | presentador         |
| 1999      | Nanning International Folk Music Festival                              | presentador         |
| 1999      | Affection of Hunan for Donations                                       | presentador         |
| 1999      | Hunan Channel New Year's Gala                                          | presentador         |
| -         | Pan Changjiang: My Own Concert                                         | presentador         |

### Películas
| Año  | Título                                                | Personaje              | Notas                                                                                    |
| ---- | ----------------------------------------------------- | ---------------------- | ---------------------------------------------------------------------------------------- |
| 2018 | The Trough (低壓槽)                                   | -                      | junto a Nick Cheung, Xu Jinglei, Ni Dahong y Yu Nan                                      |
| 2017 | What a Wonderful Family                               | -                      | junto a Hai Qing, Ayumu Maruyama, Wang Xun y Huang Lei                                   |
| 2017 | Kick Ball (仙球大戰)                                  | Maocilang              | junto a Gillian Chung, Charlene Choi, Joey Yung, Patrick Tam y Stephy Tang               |
| 2016 | A Chinese Odyssey Part Three (大話西遊3)              | Erlang Shen            | junto a Han Geng, Wu Jing, Karen Mok, Zhang Yao, Tiffany Tang, Wang Yibo y Gillian Chung |
| 2016 | I Love That Crazy Little Thing (那件疯狂的小事叫爱情) | Presentador            | junto a William Chan, Jessica Jung, Tang Yixin, Sun Yi y Gillian Chung                   |
| 2016 | The Secret Life of Pets                               | Max                    | (doblaje chino) - junto a Xie Na y Li Weijia                                             |
| 2015 | Bride Wars (新娘大作戰)                               | Alexander              | junto a Ni Ni, Angelababy, Zhu Yawen, Huang Xiaoming, Feng Shaofeng, Jing Boran          |
| 2014 | Lock Me Up, Tie Him Down (完美假妻168)                | Huo Ke                 | junto a Vivian Hsu, Jiang Mengjie, Michelle Chen, Kara Hui y Cai Xukun                   |
| 2014 | Where are We Going, Dad? (爸爸去哪兒)                 | -                      |                                                                                          |
| 2014 | The True Love (不爱不散)                              | Bo Wen                 | junto a Stephy Tang, Alex Fong, Timmy Hung y Lam Suet                                    |
| 2013 | The Midas Touch (超级经理人)                          | Hermano de Nancy       | junto a Chapman To, Charlene Choi, Alice Li, Wang Zulan, Gillian Chung y Deep Ng         |
| 2013 | Running All the Way (一路狂奔)                        | -                      |                                                                                          |
| 2013 | Bring Happiness Home (快樂到家)                       | He Xiaojiong / William | junto a Show Luo, Bai Ke, Wang Bo Chieh, Zhang Guoli, Amber Kuo, Yang Mi y Xie Na        |
| 2013 | Monsters University                                   | Mike                   | (doblaje chino) - junto a Xu Zheng                                                       |
| 2012 | Today Tomorrow (今天.明天)                            | -                      |                                                                                          |
| 2012 | The Monkey King: Uproar in Heaven (大鬧天宮3D)        | Nezha (voz)            | junto a Donnie Yen, Chow Yun-Fat y Louis Fan                                             |
| 2012 | The Lion Roars 2 (河東獅吼2)                          | -                      | junto a Cecilia Cheung, Xiaoshenyang, Chen Hao, Ding Zishuo y Liu Yuqi                   |
| 2011 | Somebody to Love (我们约会吧)                         | Presentador de Radio   | junto a Annie Wu, Dennis Oh, Li Fei Er y Wang Bo Chieh                                   |
| 2011 | Speed Angels (極速天使)                               | He Qiwei               | junto a Tang Wei, René Liu, Han Jae-suk, Jimmy Lin y Cecilia Cheung                      |
| 2011 | Chase Our Love (宅男總動員之女神歸來)                 | Mian Mian              | junto a Li Youtong, Liu Yuting, Vonnie Lui, Dada Chan, Stephy Tang y Alex Fong           |
| 2010 | My Sassy Girl 2 (我的新野蛮女友)                      | Zhikai                 | junto a Lynn Hung, León Jay Williams, Bosco Wong y Abby Feng                             |
| 2010 | The Swordman Dream (嘻游记)                           | Sun Wufan              | junto a Xie Na, Wang Zi, Li Weijia y Du Haitao                                           |
| 2010 | Journey To The West                                   | -                      |                                                                                          |
| 2009 | Mars Baby (火星寶貝)                                  | Intérprete             |                                                                                          |
| 2007 | Ratatouille                                           | 小米                   | (doblaje chino)                                                                          |
| 2003 | Girls’ Diary                                          | -                      |                                                                                          |

### Series de televisión
| Año  | Título                        | Personaje    | Notas |
| ---- | ----------------------------- | ------------ | ----- |
| 2019 | Reset Life (未来的秘密)       | Dao Yan      |       |
| 2017 | Midnight Foodstore (深夜食堂) | Gao Jianling |       |
| 2016 | Happy Mitan (欢喜密探)        | He Ren       |       |
| 2014 | Seven Friends (七個朋友)      | -            |       |
| 2014 | iPartment 4 (愛情公寓)        | A Gui        |       |
| 2006 | Do Not Love Me (别爱我)       | Da Xiong     |       |

### Director
| Año  | Título                   | Notas |
| ---- | ------------------------ | ----- |
| 2015 | Forever Young (栀子花开) |       |

### Documental
| Año  | Título                               | Personaje | Notas                                                                       |
| ---- | ------------------------------------ | --------- | --------------------------------------------------------------------------- |
| 2013 | I Am Here (No Zuo No Die / 我就是我) | He Jiong  | junto a Oho Ou, Yu Menglong, Hua Chenyu, Pax Congo, Ning Huanyu y Fan Shiqi |

### Teatro
| Año  | Título                                           | Personaje | Notas                                                                 |
| ---- | ------------------------------------------------ | --------- | --------------------------------------------------------------------- |
| 2016 | Writing In Water (水中之书)                      | 何实      | junto a Chu Chung-heng y Jian Man-shu                                 |
| 2014 | 21克拉                                           | 王继伟    | junto a Xie Na y 沈凌                                                 |
| 2006 | The Peach Blossom Land (暗恋桃花源)              | 袁老板    | junto a Huang Lei, Zhu Yuanyuan, Yuan Quan, Sun Li, Xie Na y Entai Yu |
| 2004 | I Will Make Whatever You Like (想吃麻花现给你拧) | 摇滚歌手  | junto a Na Yu (于娜), Xie Na y Shen Teng                              |

### Aparición en videos musicales
| Año  | Artista | Canción                                            | Notas |
| ---- | ------- | -------------------------------------------------- | ----- |
| 2014 | TFBOYS  | "For Dreams, Always Be Ready" (为梦想，时刻准备着) | -     |

### Revistas / sesiones fotográficas
| Año  | Título    | Notas |
| ---- | --------- | ----- |
| 2015 | GQ (智族) |       |

### Anuncios
| Año  | Título          | Notas      |
| ---- | --------------- | ---------- |
| 2019 | Crest           | [ 5 ]      |
| -    | 步步高          | (Portavoz) |
| -    | 恰恰            | (Portavoz) |
| -    | 步步高ibox      | (Portavoz) |
| -    | 诺亚舟          | (Portavoz) |
| -    | BOBO风尚达人    | (Portavoz) |
| -    | 湖南卫视&快乐购 | (Portavoz) |
| -    | 思远            |            |
| -    | 联想            | (Portavoz) |
| -    | e百分           | (Portavoz) |
| -    | 魔法英语        | (Portavoz) |
| -    | 佐罗世家        | (Portavoz) |
| -    | 蓝图            | (Imagen)   |
| -    | 裕兴            | (Portavoz) |
| -    | 安必信          | (Portavoz) |

## Discografía

### Álbumes
| Año                      | Información                                                      | Canciones |
| ------------------------ | ---------------------------------------------------------------- | --- |
| 24 de septiembre de 2010 | Título: "Good Times" (美好岁月) Sello discográfico: EE-Media     | - |
| 21 de septiembre de 2010 | Título: "Happy Family" (快乐你懂的) Sello discográfico: EE-Media | 1. 思念的距离 (个人单曲) 2. 我的爱坏坏（何炅、维嘉、海涛) 3. 快乐你懂的 4. 绽放的微笑 5. 啦啦歌（快乐家族）   |
| 5 de diciembre de 2006   | Título: "Myself" (自己) Sello discográfico: Hao Music            | 1. 爱 2. 自由 3. 那段岁月 4. 花园 5. 现在爱 6. 无形的手 7. 和影子对话 8. 冲 9. 当时的理想 10. 谁谁谁 11. 自己 |
| 23 de junio de 2005      | Título: "Wander Around" (漫游) Sello discográfico: Hao Music     | 1. 一路走过 2. 想 3. 早晨 4. 漫游 5. 行了 6. 汹涌 7. 离站 8. 小爱情 9. 痒 10. 看穿                            |
| 19 de abril de 2004      | Título: "Be Worth Loving" (可以爱) Sello discográfico: Hao Music | 1. 栀子花开 2. 微笑 3. 再见 4. 彩虹 5. 平凡心 6. 还有我 7. 四季 8. 世界 9. 最好的幸福 10. 可不可以爱          |

### Singles
| Año  | Canción                 | Álbum                       | Notas                 |
| ---- | ----------------------- | --------------------------- | --------------------- |
| 2018 | 我是大侦探              | OST de "Who's the Keyman?"  |                       |
| 2017 | 无罪说                  | OST de "Who's the Murderer" |                       |
| 2016 | 拜托了                  | OST de "Go Fridge 2"        | junto a Jackson Wang  |
| 2016 | 透鲜滴星期天            | OST de "Fresh Sunday"       | junto a Jackson Wang  |
| 2015 | 另一个自己              | OST de "Forever Young"      |                       |
| 2015 | We Can                  | OST de "Take Me Out"        |                       |
| 2015 | 离爱                    | OST de "离爱"               |                       |
| 2010 | Snowflake (雪花)        | -                           | junto a Li Sheng      |
| 2010 | Love Story (我们约会吧) | -                           | junto a Huang Yunling |

### Otras canciones
| Año  | Título                 | Álbum | Notas                                                                                            |
| ---- | ---------------------- | ----- | ------------------------------------------------------------------------------------------------ |
| 2020 | 你要相信这不是最后一天 | -     | junto a otros artistas - (Canción y mensajes para apoyar a quienes luchan contra el coronavirus) |

## Premios y nominaciones
| Año  | Categoría                                 | Premio                                       | Trabajo   | Resultado |
| ---- | ----------------------------------------- | -------------------------------------------- | --------- | --------- |
| 2016 | 年度最受欢迎男MC奖                        | 腾讯视频星光大赏                             | -         | Ganó      |
| 2016 | 最受欢迎综艺搭档奖 (junto a Jackson Wang) | 第16届音乐风云榜年度盛典                     | Go Fridge | Ganaron   |
| 2016 | 十大金曲奖                                | 第13届东方风云榜                             | 看穿      | Ganó      |
| 2016 | 内地最受欢迎男歌手奖                      | 第12届全球华语音乐榜中榜                     | -         | Ganó      |
| 2016 | 十大金曲奖                                | 第12届东方风云榜                             | 栀子花开  | Ganó      |
| 2014 | 大学生最受欢迎电视节目男主持人奖          | 第5届中国大学生电视节                        | -         | Ganó      |
| 2013 | 15周年荣誉大奖                            | (新周刊) 中国电视榜                          | -         | Ganó      |
| 2010 | 优秀主持人奖                              | 第25届中国电视金鹰奖                         | -         | Ganó      |
| 2010 | 电视节目主持人30年年度风云人物奖          | 第16届上海电视节                             | -         | Ganó      |
| 2010 | 十大电视主持人奖                          | 中国最具网络影响力                           | -         | Ganó      |
| 2010 | 最佳娱乐秀主持人奖                        | (新周刊) 中国电视榜                          | -         | Ganó      |
| 2010 | 最受欢迎主持人奖两项大奖                  | 湖南卫视最佳主持人即锋芒                     | -         | Ganó      |
| 2010 | 至尊主持人奖                              | 湖南卫视最佳主持人即锋芒                     | -         | Ganó      |
| 2009 | 最佳娱乐节目主持人奖                      | Asian TV Festival (亚洲电视节)               | -         | Ganó      |
| 2007 | 金曲奖                                    | 14th ERC Chinese Top Ten (第14届东方风云榜)  | 爱,自由   | Ganó      |
| 2007 | 全能艺人奖                                | 14th ERC Chinese Top Ten (第14届东方风云榜)  | -         | Ganó      |
| 2007 | 年度观众最喜爱主持人奖                    | 北京收视印象动                               | -         | Ganó      |
| 2007 | 最具个性主持人奖                          | 华语主持                                     | -         | Ganó      |
| 2007 | 内地最优秀专辑奖                          | 雪碧音乐榜                                   | -         | Ganó      |
| 2007 | 首季最佳VJ奖                              | 中国原创歌曲总评榜动                         | -         | Ganó      |
| 2007 | 首季最受欢迎男歌手奖                      | 中国原创歌曲总评榜动                         | -         | Ganó      |
| 2007 | 首季十大金曲奖                            | 中国原创歌曲总评榜动                         | 爱,自由   | Ganó      |
| 2006 | 中国儿童慈善之星奖                        | 第5届中国儿童慈善活动日公益活动表彰活动      | -         | Ganó      |
| 2006 | 中国电视十年贡献奖                        | 娱乐十年盛典                                 | -         | Ganó      |
| 2005 | 年度全国优秀主持人奖                      | 中国电视主持人论坛暨年度颁奖盛典             | -         | Ganó      |
| 2005 | 十大金曲奖                                | 12th ERC Chinese Top Ten (第12届东方风云榜)  | 栀子花开  | Ganó      |
| 2005 | 十大金曲奖                                | 5th Pepsi Music Chart (第5届百事音乐风云榜)  | 栀子花开  | Ganó      |
| 2005 | 内地最优秀新人奖                          | 雪碧音乐榜                                   | -         | Ganó      |
| 2005 | 内地飞跃进步歌手奖                        | 雪碧音乐榜                                   | -         | Ganó      |
| 2005 | 传媒推荐大奖                              | 雪碧音乐榜                                   | -         | Ganó      |
| 2005 | 内地金曲奖                                | 雪碧音乐榜                                   | 可以爱    | Ganó      |
| 2005 | 内地最受欢迎男歌手奖                      | MusicRadio中国TOP排行榜                      | -         | Ganó      |
| 2005 | 金曲奖                                    | MusicRadio中国TOP排行榜                      | 想        | Ganó      |
| 2004 | 全国优秀主持人奖                          | China TV Golden Eagle Award (中国电视金鹰奖) | -         | Ganó      |